# ツインシュート
ツインシュートは、『キャプテン翼』に登場するサッカーの技の1つである。

## 概要
ツインシュートは、1つのボールを2人同時にシュートする技である。2本の足で放たれたボールには不規則な回転が掛かるため、大きく揺れて分裂しているように見え、キーパーは捕球が非常に困難になる。ただし2人のシュートするタイミングを完璧に合わせる必要があるため、余程息のあったコンビでなければ放つのは難しい。また真っ直ぐ飛ばすには2人のキック力が同等である必要があり、2人のキック力に差がある場合には大きくカーブが掛かってしまう。
作中に初めて登場したのは小学生編の全日本少年サッカー大会決勝『南葛SC VS 明和FC』にて、大空翼と岬太郎が同時にシュートに向かい、偶然発生した場面である（その際にはダブルシュートとアナウンスされ、岬がアシスト、翼がゴールという結果とされた）。その後中学生編にて、立花兄弟がスカイラブハリケーンが使用できなくなった際の切り札として習得し、全国大会3回戦『南葛中VS花輪中』にて使用された。その際にツインシュートという名称が付き、技として確立された。その後は様々な選手が使用する場面が見られる。
テクモのコンピュータゲーム「キャプテン翼」にも登場する。放つためには低い弾道の浮き球でなければならない。一部の派生技に関しては、片方の選手からしか発動できないものや低い浮き球ではないものもある。通常のシュートと比較して、ポストに当たりやすいという特徴がある。
2014年に、「キャプテン翼」の必殺シュートをJリーガーが再現する企画「DREAM SHOOT 2014」の中でセレッソ大阪の山口蛍と扇原貴宏が挑み、成功させた。

## 主な使い手

### 原作に登場する技
通常のツインシュートの使い手
- 大空翼＆岬太郎
- 大空翼＆葵新伍
- 大空翼＆ゴルドバ・ゴンザレス
- 大空翼＆フェルナンド・コーサス・“リバウール”・ドゥトラ
- 立花政夫＆立花和夫
- 日向小次郎＆若島津健
- 岬太郎＆松山光
- 岬太郎＆日向小次郎
- ナトゥレーザ＆カルロス・サンターナ
- ナトゥレーザ＆ロベルト・カロルス
- レオ＆ペペ
- スアレス＆サラゴサ
- カール・ハインツ・シュナイダー&シュバイル・タイガーボラン

スカイラブツインシュート
使用者：立花政夫＆立花和夫＆次藤洋
仰向けにスライディングした次藤の両足を発射台に、立花兄弟がスカイラブハリケーンを敢行し、空中でツインシュートを行う技。
ドライブタイガーツインシュート
使用者：大空翼＆日向小次郎
ドライブシュートとタイガーショットでツインシュートを行う技。通常のツインシュートよりも大きくボールが揺れる。
テクモ版では味方の必殺シュートをキーパーに3回連続で止められた時に、8分の1の確率で一度だけ使用可能になる。翼に選択肢が出ていなくても、日向にボールを持たせると選択肢が出ている場合がある。浮き玉から放つことはできない。
東邦ツインシュート
使用者：日向小次郎＆沢田タケシ
日向のオーバーヘッドと沢田のジャンピングボレーによるツインシュート。Jrユース決勝の西ドイツ戦で、岬へのパスに使用された。日向と沢田のキック力に大きな差があるため、通常のツインシュートとは異なり弾道が大きく変化する。
名称はテクモ版「V」より。
オーバーヘッドツインシュート
使用者：大空翼＆岬太郎
オーバーヘッドキックでツインシュートを放つ技。初出はテクモ版「III」だが、後に原作のワールドユース編でも使用されており、その際には『ダブルオーバーヘッド』と呼称されていた。
テクモ版では他のツインシュートと違い、高い弾道の浮き球でなければ使えない。
閃光雷獣シュート
使用者：大空翼＆岬太郎＆日向小次郎
日向が雷獣パスを翼と岬に送り、それをスカイウイングシュートでツインシュートを行う技。披露時には岬の方がキック力が強かったため、サイドネットを突き破るほどに大きく弾道が変化した。
トリプルオーバーヘッド
使用者：ファーラン・コンサワット＆サークーン・コンサワット＆チャナ・コンサワット
3人同時にオーバーヘッドを放つ技。作中では放つと同時に若林がパンチングをしたため、揺れる効果があるかは定かではない。

### 劇場版に登場する技
ツインオーバーヘッド
使用者：大空翼＆日向小次郎
『危うし！全日本jr』に登場。オーバーヘッドキックでツインシュートを放つ技。内側の足同士で放つ。名称は劇中のフレーズより。

### ゲームにのみ登場する技

#### テクモ
通常のツインシュートの使い手
テクモ版オリジナルのみ記載。
- シャ＆キム

スライダーキャノン
使用者：エル・シド・ピエール＆ルイ・ナポレオン
「II」より登場。スライダーシュートとキャノンシュートでツインシュートを行う。他のツインシュートと異なり、高い浮き玉からでも放つことができる。
ハイパーツインショット
使用者：カージャレ＆バティン
「IV」に登場。ツインシュートの強化版。
リーサルツイン
使用者：カルロス・サンターナ＆アルツール・アンチネス・コインブラ
「III」「IV」に登場。ツインシュートの強化版。
ファイヤードライブツインシュート
使用者：大空翼＆カール・ハインツ・シュナイダー
「III」「IV」に登場。ドライブシュートとファイヤーショットでツインシュートを行う。ストーリーモードでこの2人がチームを組む事は無いので、オールスターモード専用技である。
味方の必殺シュートをキーパーに3回連続で止められた時に、8分の1の確率で一度だけ使用可能になる。翼に選択肢が出ていなくても、シュナイダーにボールを持たせると選択肢が出ている場合がある。「III」ではドライブ回転のかかった弾道シュートになっているが、「IV」ではただのブレ球に変更されている。

#### バンダイ
ブラックストリーム
使用者：三坂&フォアマン
「GET IN THE TOMORROW」に登場するツインシュートの一種。

「RISE OF NEW CHAMPIONS 」における通常のツインシュートの使い手(オリジナルの組み合わせのみ記載)
- ファン·ディアス&アラン·パスカル

ネオドライブタイガーツイン
使用者：大空翼&日向小次郎
「RISE OF NEW CHAMPIONS 」に登場するツインシュート。翼が、ネオドライブシュートをマスターしたため、原作の「ドライブタイガーツインシュート」に変わって登場した。
また、岬、沢田、立花兄弟とのツインシュートも含め、これらはNew Heroも習得可能である。

#### KLab
必殺技の単純な組み合わせであることが多い。下記のほかにガチャの演出でさまざまな組み合わせでツインシュートの演出をみることができる。
通常のツインシュートの使い手
KLab版オリジナルのみ記載。必殺技の掛け算ではないものもこちらに記載。
- 大空翼&モリエンテス
- 大空翼&グティ
- 大空翼&シャビ
- 日向小次郎&ダヴィド・トレゼゲ
- ファン・ディアス&ハビエル・サビオラ
- ブライアン・クライフォート&パトリック・クライファート
- ブライアン・クライフォート&フランク・デ・ブール
- カルロス・サンターナ&リバウド
- ナトゥレーザ&ロベルト・カルロス
- リバウール&エジミウソン
- 滝一&弓倉宣之

ゴールデンツインシュート
使用者：大空翼＆岬太郎
ゴールデンコンビによる強化されたツインシュート。
ツインドライブシュート
使用者：大空翼＆三杉淳、大空翼＆ファン・ディアス
ドライブシュートによるツインシュート。
ファイヤータイガー
使用者：カール・ハインツ・シュナイダー＆日向小次郎
ファイヤーショットとタイガーショットによるツインシュート。
ドラゴンタイガー
使用者：日向小次郎＆火野竜馬
タイガーショットとドラゴンシュートによるツインシュート。
雷獣トルネード
使用者：日向小次郎＆火野竜馬
雷獣シュートとトルネードシュートによるツインシュート。
ブレイクタイガー
使用者：日向小次郎＆ブライアン・クライフォート
タイガーショットとブレイクショットによるツインシュート。
ツインオーバーヘッド
使用者：エル・シド・ピエール&リュドヴィク・ジュリ
オーバーヘッドキックによるツインシュート。
コンビネーションスーパーアロー
使用者：カルロス・サンターナ&リバウド
リバウドのオーバーヘッドキックとサンターナのジャンピングアローシュートによるツインシュート。

#### GMO
ゴールデンツインシュート
使用者：大空翼＆岬太郎
全国少年サッカー大会決勝で披露したゴールデンコンビによるツインシュート。
ツインバウンドシュート
使用者：宮崎琴音&宮崎彩音
全国大会少年サッカー大会長崎代表・島原所属の双子姉妹によるツインシュート。シュート力の欠点を地面に叩きつけるかたちで加え、不規則な回転を与える。
全国大会予選で立花兄弟に敗北したことで特訓を開始し、決勝での翼・岬によるツインシュートからヒントを得て完成させた。
双子ツインシュート
使用者：立花政夫&立花和夫
全国中学生サッカー大会2回戦、対南葛中にて放ったシュート。パスを受けた後、一度ボールを浮かせてから放つ。

### 舞台版に登場する技
通常のツインシュートの使い手
- カール・ハインツ・シュナイダー＆カルロス・サンターナ